# Azbesztháló

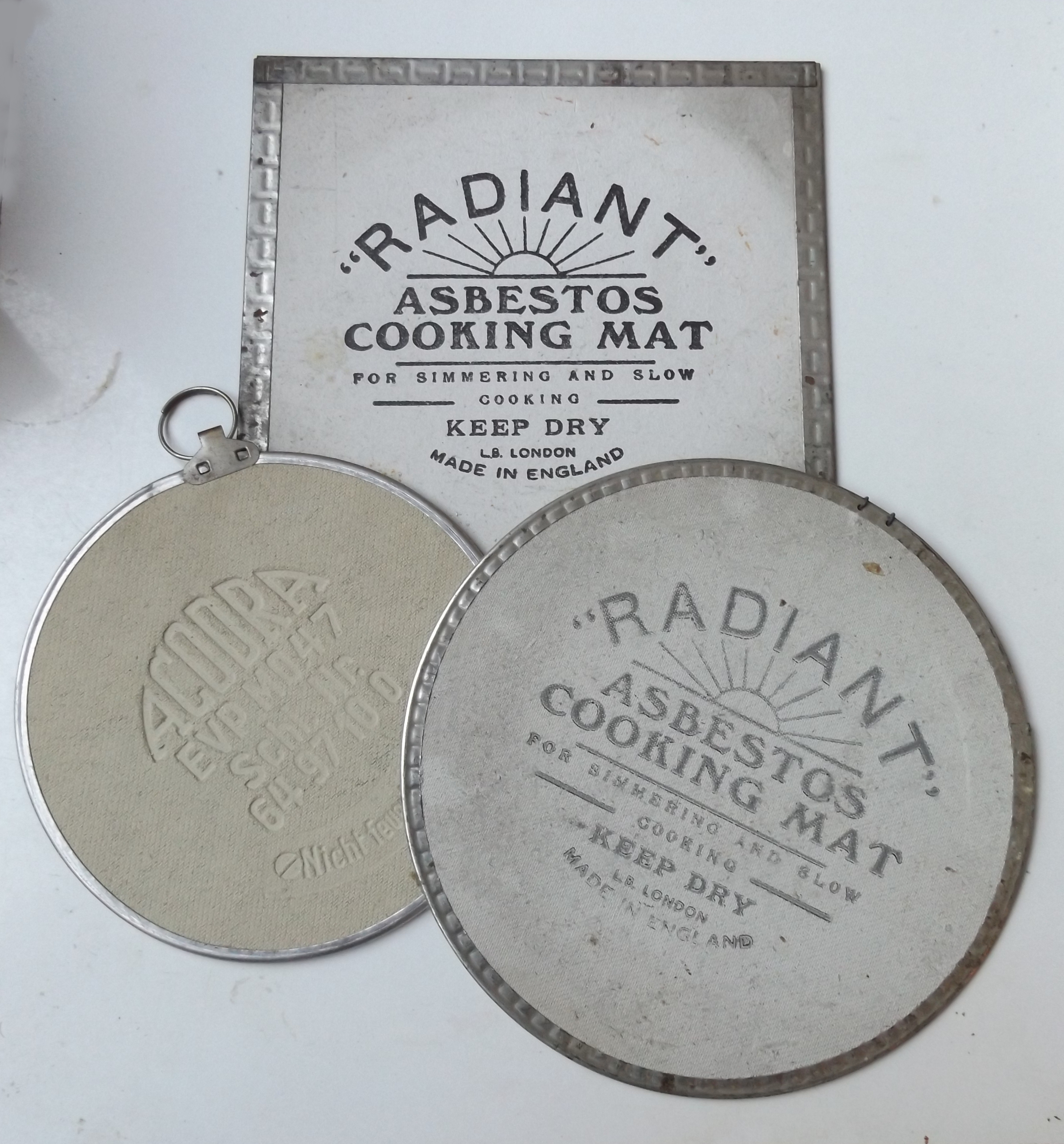
Konyhai tűzálló edényalátétek azbeszthálóból (1960-as évek)

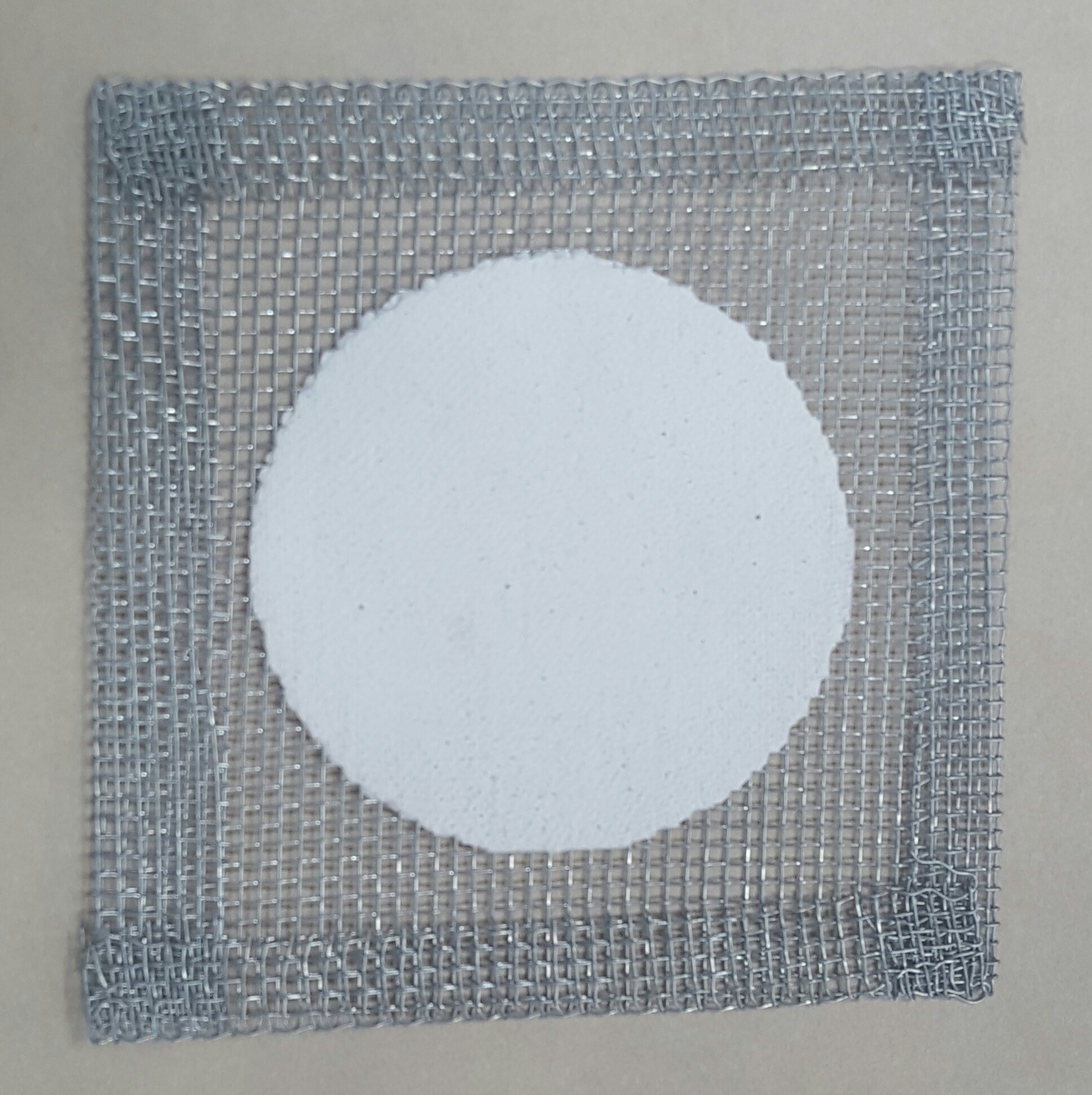
12,5 x 12,5 cm-es laboratóriumi azbesztháló

10–20 cm-es, négyszögletes dróthálóba ágyazott azbesztcement-korong. A dróthálót a széleken visszahajtják, hogy kellően merev legyen. Kémiai laboratóriumokban lánggal történő (Bunsen-égővel, Teclu-égővel, borszeszégővel) melegítésnél használják.

## Használata
Hőálló üvegből készült, de formája miatt (kis sugarú hajlatok) lánggal közvetlenül nem melegíthető üvegedények (Erlenmeyer-lombik, főzőpohár) melegítéséhez a láng és az üvegedény közé az azbeszthálót vasháromlábra helyezzük, amely a hőt egyenletesen eloszlatja, a rátett edényt egyenletesen melegíti, így az nem reped meg.
Régebben konyhai gáztűzhelyekhez is készült hasonló lángelosztó, szélén fém pánttal.
Az azbeszttartalmú eszközök gyártásának betiltása óta az azbesztcement lap helyett kerámiát használnak és „drótháló hőterelő betéttel” néven forgalmazzák.
A Tanulói kísérleti eszközök közé tartozik, mivel teljesen veszélytelen, de csak tanári felügyelet mellett használható. A használat veszélye minimális, mivel kis felületről és rövid ideig tartó használatról van szó; ezért az esetleg keletkező azbesztpor káros hatása nem érvényesül a kísérletezés közben.